# Михайло Ростиславич (князь Смоленський)
Михайло Ростиславич (д/н — 1279) — великий князь Смоленський у 1278—1279 роках, князь мстиславський у 1260—1278 роках.

## Життєпис
Син Ростислава Мстиславича, великого князя Київського. 1260 року отримав Мстиславський уділ від свого брата Гліба Ростиславича, великого князя Смоленського.
Ймовірно зберігав вірність братові, з яким брав участь у всіх походах. 1278 року після смерті Гліба став великим князем Смоленським, приєднавши Мставське князівство до Смоленського. Проте панував Михайло до 1279 року. По його смерті владу спадкував брат Федір.

## Родина
- Андрій, князь Вяземський
- Федір
- Костянтин